# Marcel Orban
Marcel Orban est un musicien, compositeur, critique belge, né à Liège le 13 novembre 1884 et mort à Wimereux le 7 novembre 1958.

## Biographie
Marcel Orban est le fils d'Abel Orban, industriel et critique musical au journal La Meuse. Son frère aîné, également prénommé Abel, est chanteur, critique musical et auteur de pièces en dialecte wallon; il décède prématurément à l'âge de 30 ans en 1906.  
Formé à la Schola Cantorum de Paris, Marcel suit l'enseignement de Vincent d'Indy mais aussi d'Albert Roussel. Il est l'auteur entre autres de nombreuses mélodies et quatuors pour violon et piano, dont une Légende symphonique inspirée d'un poème extrait des Chansons naïves de Paul Géraldy et un Prélude, pastorale, divertissement, pour hautbois, clarinette et basson (1937).  
Il exerce en tant que critique musical à partir des années 1910. 
Durant les années 1920, son œuvre est jouée régulièrement à Paris comme l'indique Le Guide du concert.
Des musiciens contemporains comme Paul Silvan ou Igal Shamir interprètent régulièrement ses compositions pour violon.